# Bergsjö
För andra betydelser, se Bergsjö (olika betydelser).
Bergsjö är en tätort i Hälsingland samt centralort i Nordanstigs kommun, Gävleborgs län samt kyrkby i Bergsjö socken. Från 1693 till 1906 var Bergsjö tingsplats för Bergsjö tingslag.
Nordanstigs Kommun styrs politiskt sedan 2022 av en majoritet bestående av Socialdemokraterna, Moderaterna och Liberalerna.
Kommunens högsta beslutande organ Kommunfullmäktige leds av:
Ordförande: Kent Hammarström(S)
1:e Vice Ordförande: Mårten Westergren(M)
2:e Vice Ordförande: Petra Modée(V)

Kommunstyrelsen leds av:
Ordförande: Ola Wigg(S)

## Befolkningsutveckling
| Befolkningsutvecklingen i Bergsjö 1950–2020 | Befolkningsutvecklingen i Bergsjö 1950–2020 | Befolkningsutvecklingen i Bergsjö 1950–2020 | Befolkningsutvecklingen i Bergsjö 1950–2020 | Befolkningsutvecklingen i Bergsjö 1950–2020 |
| ------------------------------------------- | ------------------------------------------- | ------------------------------------------- | ------------------------------------------- | ------------------------------------------- |
|                                             |                                             |                                             |                                             |                                             |
| År                                          |                                             |                                             | Folkmängd                                   | Areal (ha)                                  |
| 1950                                        | 1950                                        |                                             | 782                                         |                                             |
| 1960                                        | 1960                                        |                                             | 771                                         |                                             |
| 1965                                        | 1965                                        |                                             | 819                                         |                                             |
| 1970                                        | 1970                                        |                                             | 1 143                                       |                                             |
| 1975                                        | 1975                                        |                                             | 1 383                                       |                                             |
| 1980                                        | 1980                                        |                                             | 1 470                                       |                                             |
| 1990                                        | 1990                                        |                                             | 1 479                                       | 163                                         |
| 1995                                        | 1995                                        |                                             | 1 396                                       | 165                                         |
| 2000                                        | 2000                                        |                                             | 1 291                                       | 166                                         |
| 2005                                        | 2005                                        |                                             | 1 243                                       | 166                                         |
| 2010                                        | 2010                                        |                                             | 1 266                                       | 165                                         |
| 2015                                        | 2015                                        |                                             | 1 292                                       | 186                                         |
| 2020                                        | 2020                                        |                                             | 1 374                                       | 224                                         |
|                                             |                                             |                                             |                                             |                                             |

## Kända personer från Bergsjö
- O'tôrgs-Kaisa Abrahamsson, riksspelman
- Pär Engman, musiker
- Hins-Anders Ersson, spelman och klockmakare
- Astrid Forsberg, författare
- Laurentius Jonæ Halenius, präst
- Jon-Erik Hall, spelman
- Hultkläppen, spelman
- Calle Lindh, utförsåkare
- André Myhrer, utförsåkare
- Thomas von Wachenfeldt, riksspelman & docent i pedagogik
- Anders Wallner, politiker
- Katarina Widholm, författare
- Åsa Wängelin Björk, konstnär
- Jonas Wærn, professor i pediatrik
- Jon-Erik Öst, spelman
- Wiktor Öst, spelman
- Olof Tjerneld, svensk ingenjör och radiofabrikör
- Michael Evers, fotbollsproffs, Liverpool FC

Daniel Kristoffersson, journalist